# Château Noir du Tholonet
Pour les articles homonymes, voir Château (homonymie), Noir (homonymie) et Le Tholonet.
Le château Noir du Tholonet est un château-bastide avec parc, de style néogothique du XIXe siècle, sur la route Cézanne du Tholonet en Provence, dans les Bouches-du-Rhône, en Provence-Alpes-Côte d'Azur. Le peintre Paul Cézanne (1839-1906) y peint une importante série de toiles de son œuvre, entre 1888 et 1904. Ce château privé n'est pas ouvert à la visite.  

## Historique
Ce château-bastide de style médiéval-néogothique, formé de deux bâtiments en angle droit, à fenêtres ogivales, est construit entre 1830 et 1860, en pierre jaune ocre provençale des carrières de Bibémus voisines, au pied de la montagne Sainte-Victoire. Sa façade principale surplombe la route Cézanne, entre Aix-en-Provence et la montagne Sainte-Victoire, via le village du Tholonet. 
De multiples légendes locales entourent les origines mystérieuses de ce château, noyé dans un parc de nature sauvage, de pinède,  d'oliviers, de chênes-lièges, de lauriers, de thym, et de grottes néolithiques. 

Quelques dessins et aquarelles de Paul Cézanne
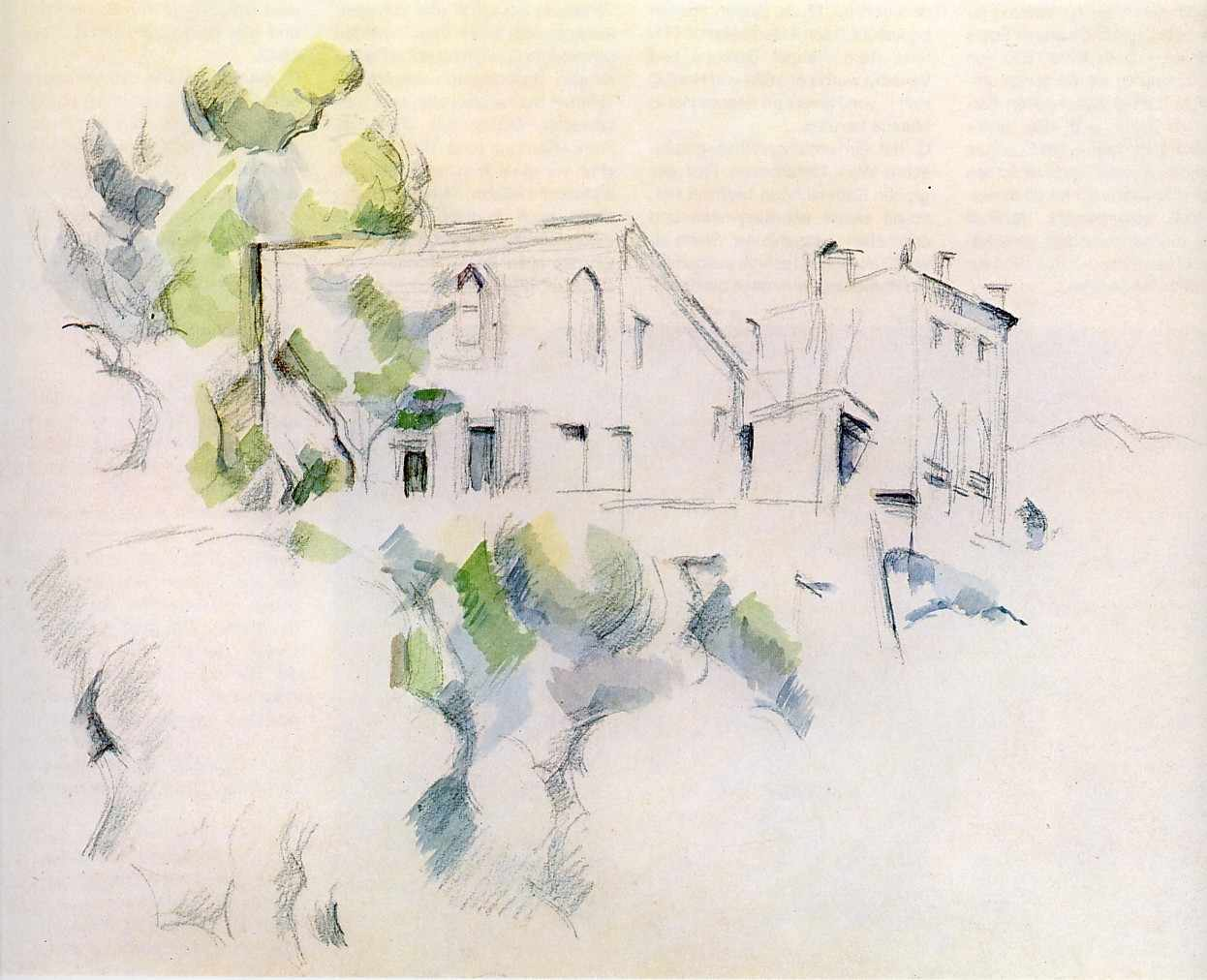
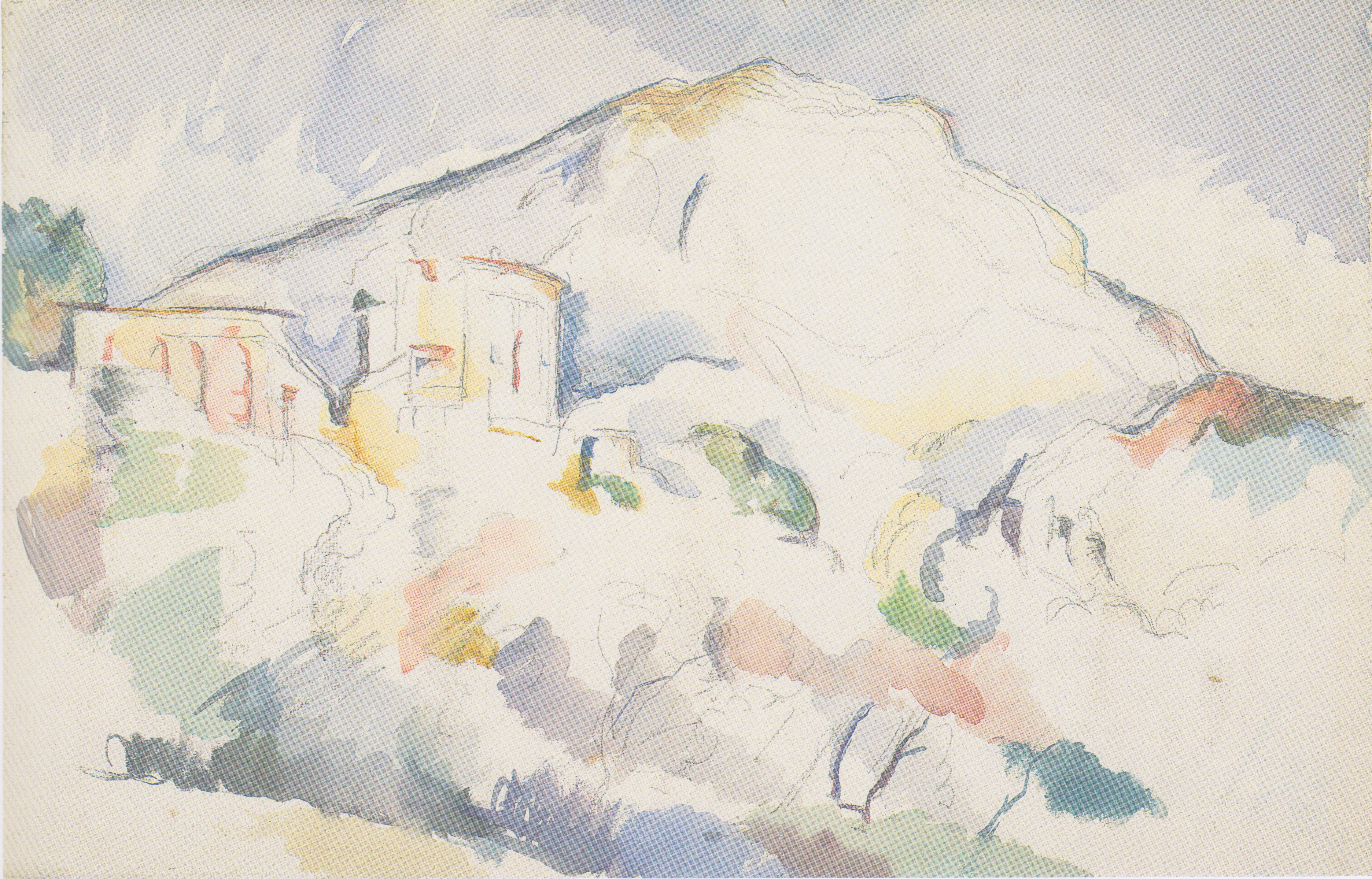
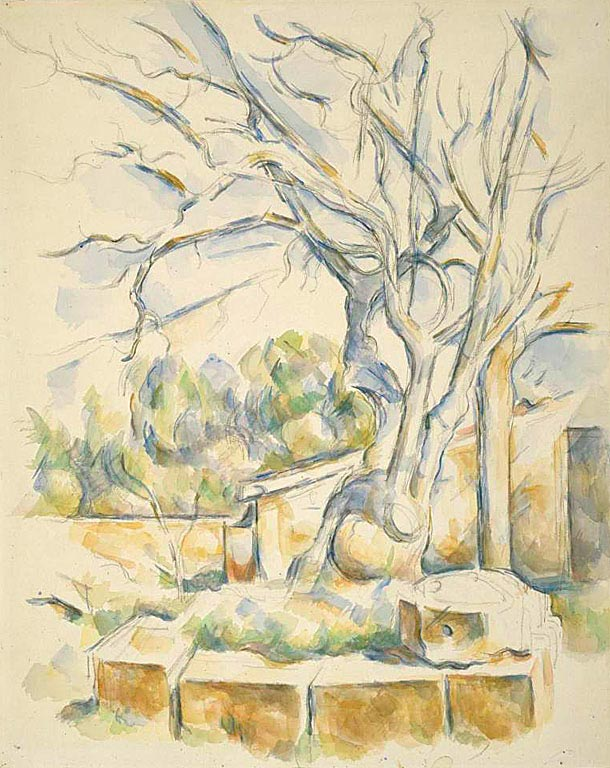
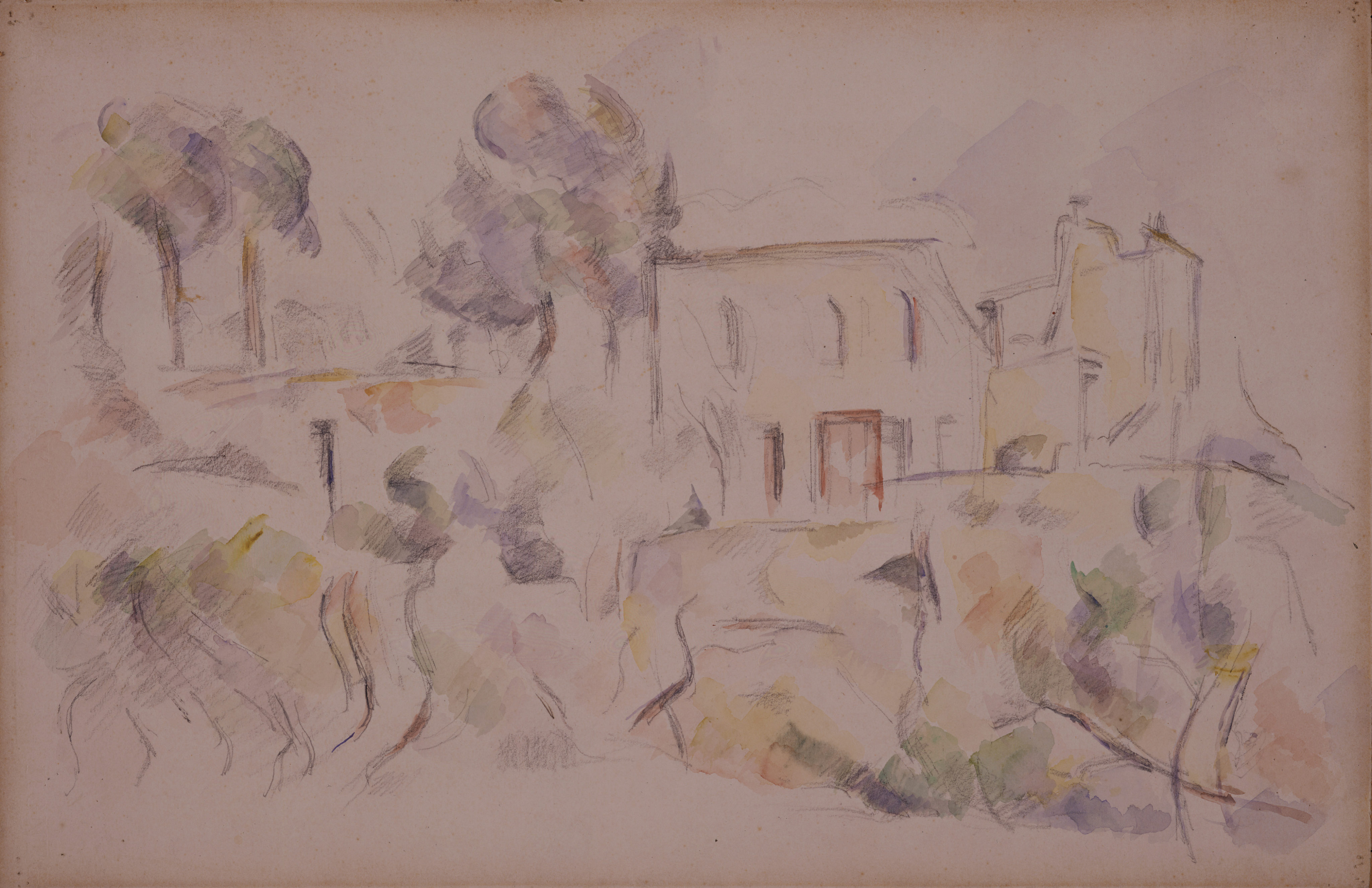

### Paul Cézanne
Entre 1888 et 1904, Paul Cézanne, qui arpente la région à la recherche de thèmes artistiques d'inspirations pour son œuvre y loue un local (ainsi qu'au moulin du Tholonet, et que son cabanon de Cézanne des carrières de Bibémus) pour y entreposer son matériel de travail. Le château et son parc, les environs, la maison Maria, la montagne Sainte-Victoire (Cézanne), et les carrières de Bibémus des environs, lui inspire de nombreuses séries de toiles de son œuvre abondante impressionniste, et postimpressionniste, exposées depuis dans les plus importants musées d'art du monde.   
Les formes géométriques anguleuses cubiques ocres du château et de la pinède rocheuse du parc, avec ses vestiges de moulin, de meule, de  puits-citerne, de poteaux de pierre, enchevêtrés dans les troncs d'arbres du parc, et les œuvres inspirées de son cabanon voisin, aux couleurs vives et lumineuses caractéristiques fauve, ambre, jaune-ocre provençal, vert des pinèdes et des oliviers, préfigurent et inspirent les futures mouvements fauviste, précubiste, et cubiste du XXe siècle.

Quelques œuvres inspirées du Château Noir
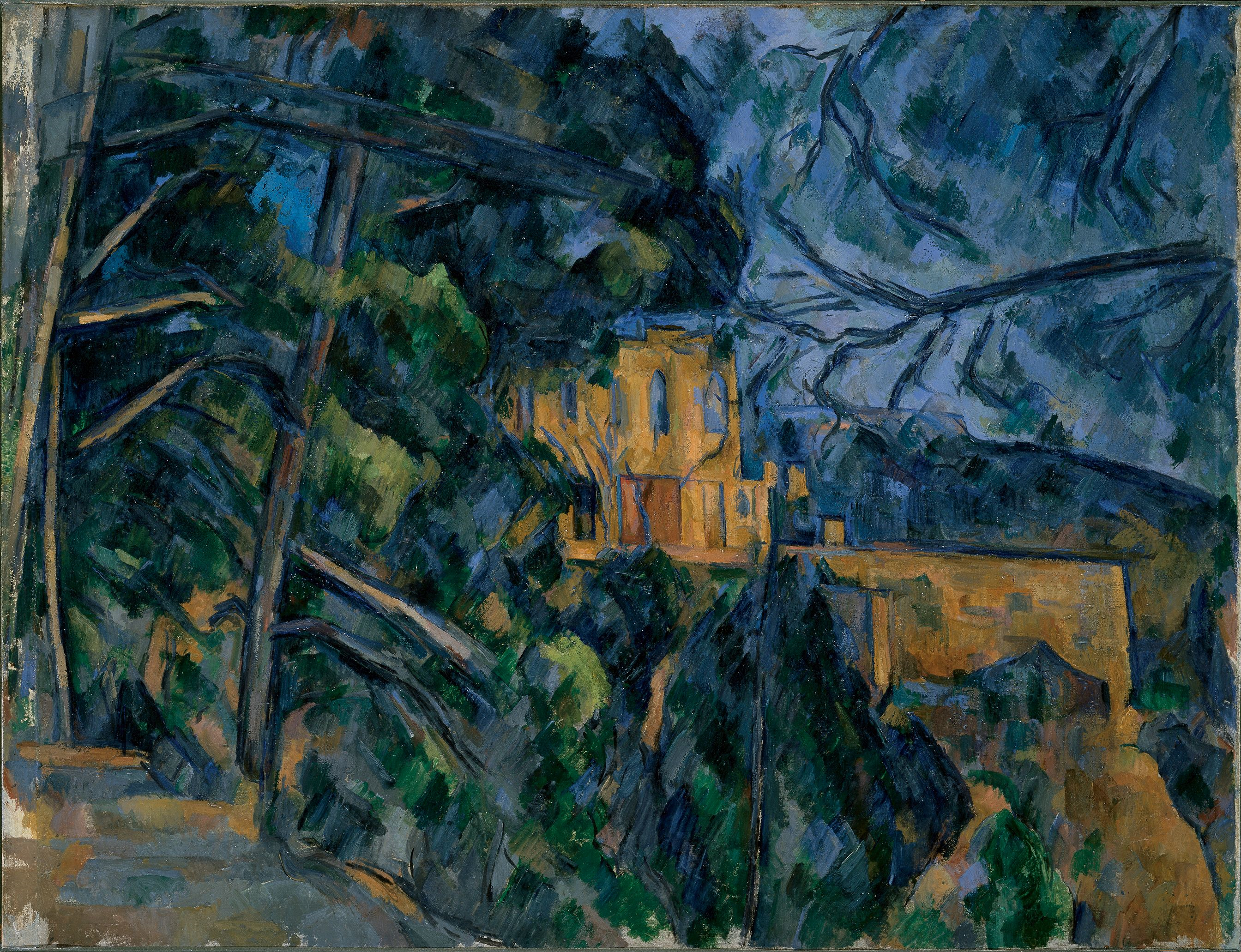
National Mall, Washington D.C..
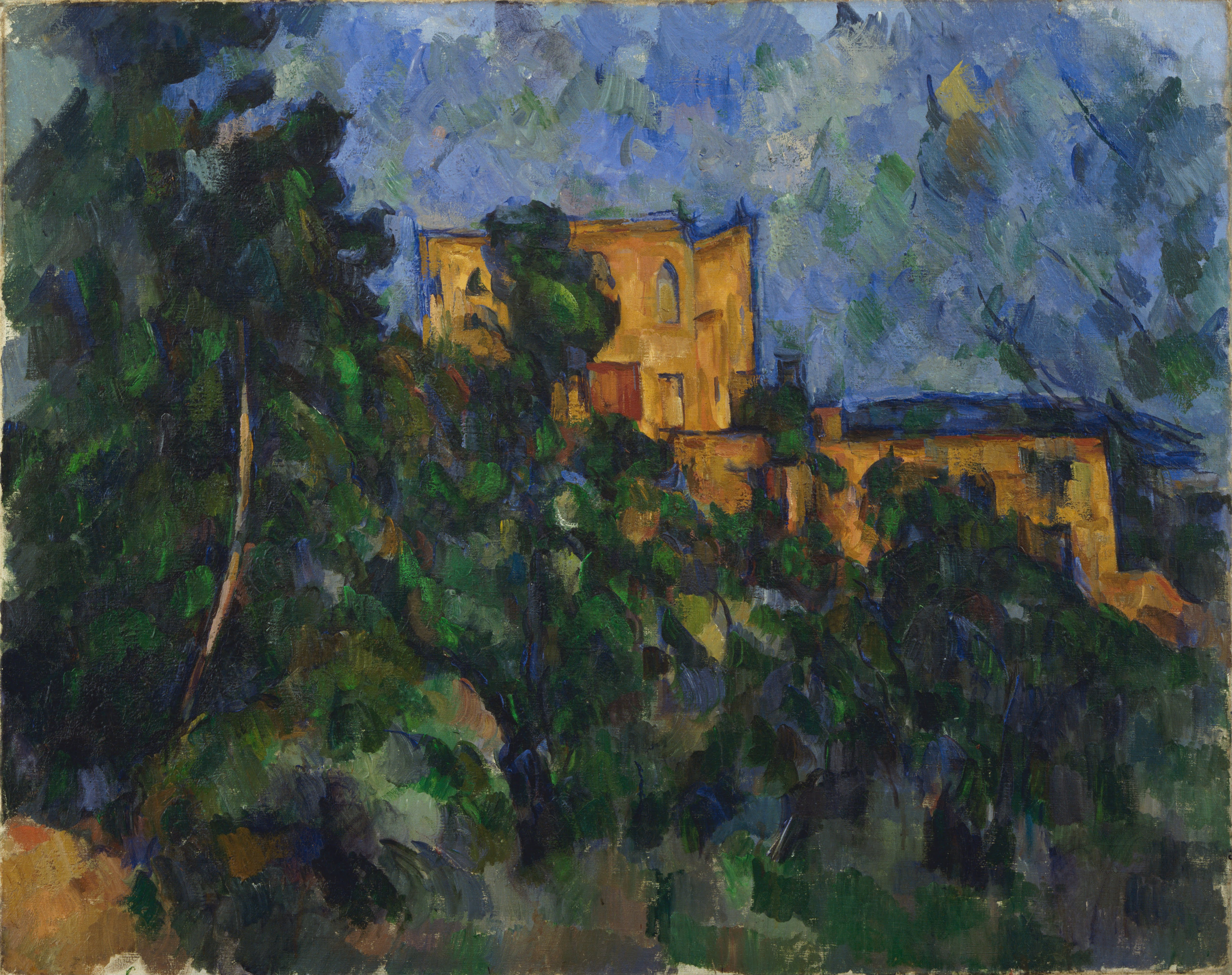
Museum of Modern Art, Manhattan, New York.
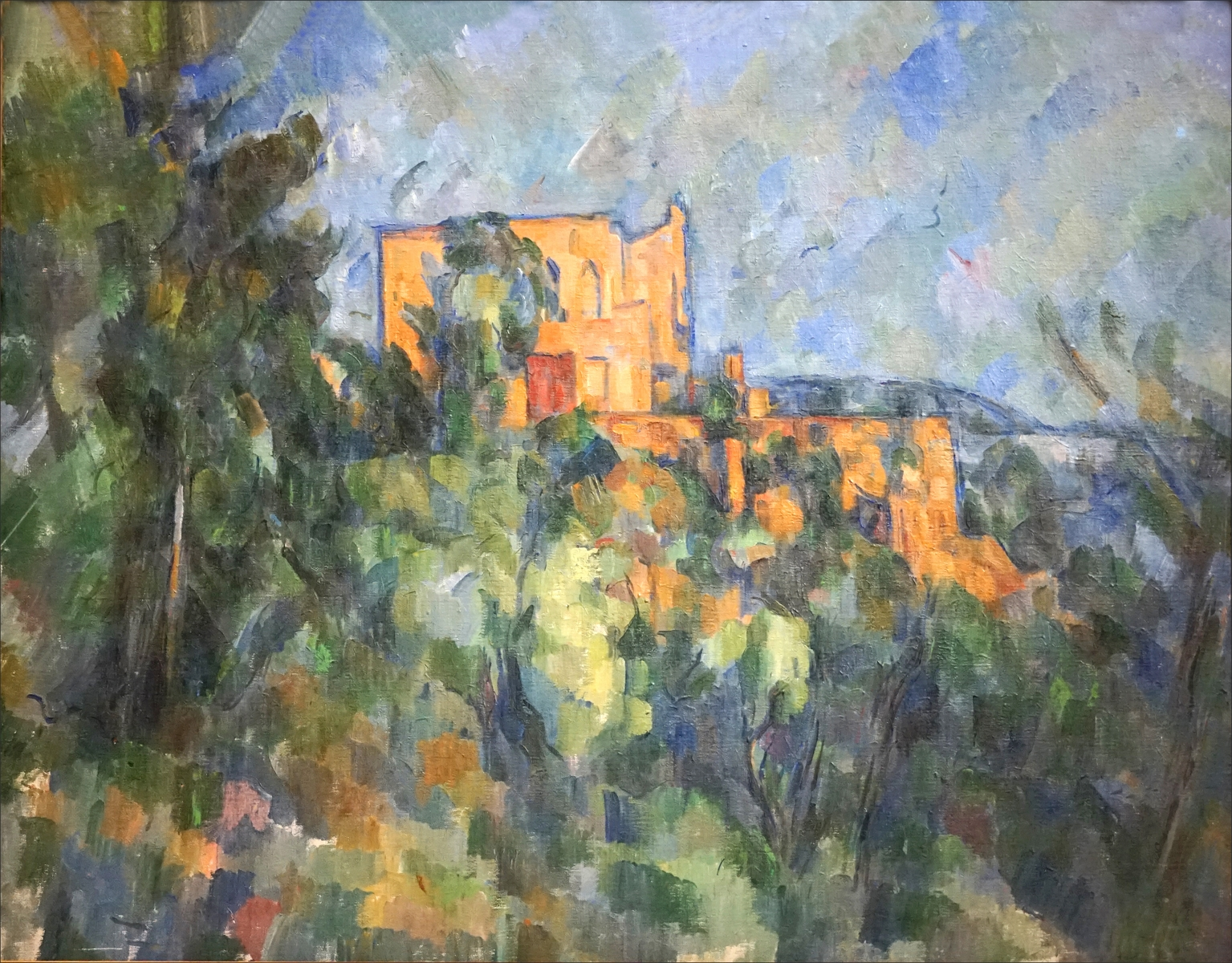
Musée national Picasso de Paris.
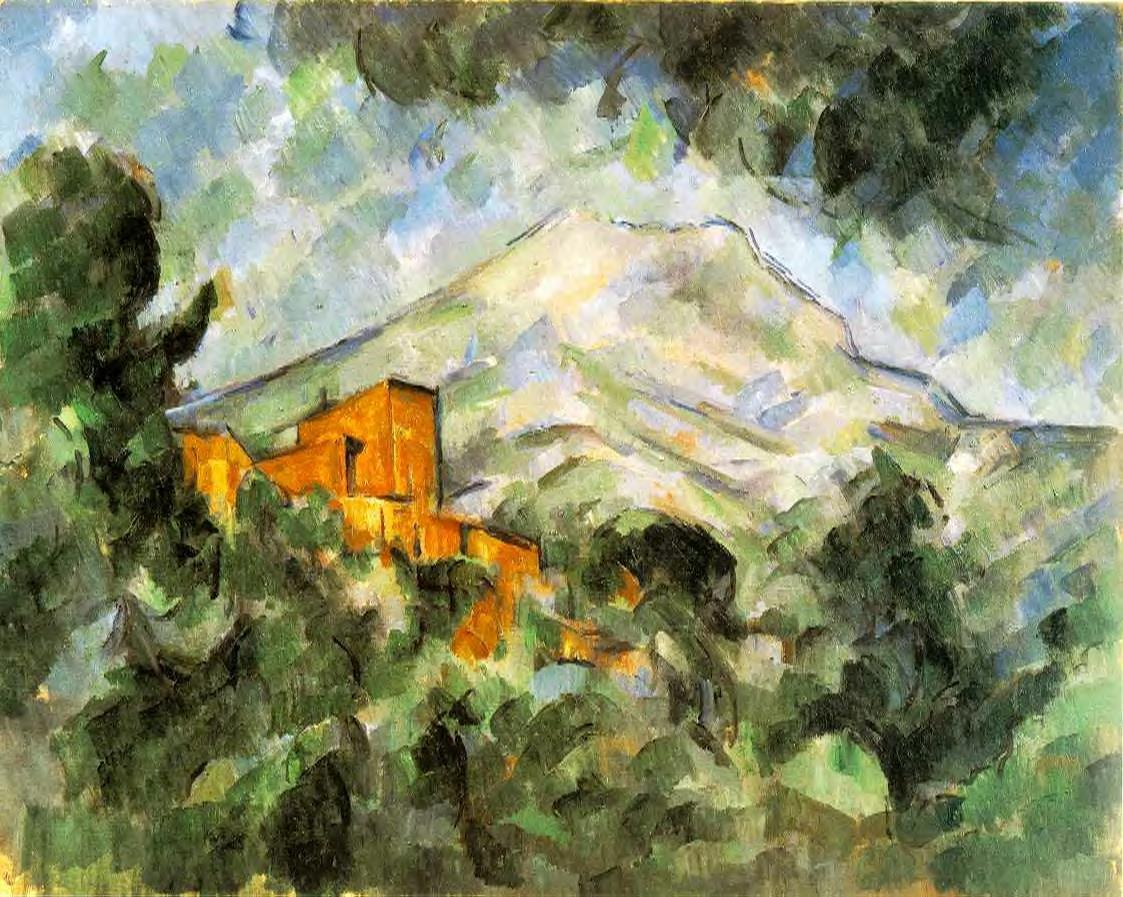
Musée d'art Bridgestone de Tokyo.

Quelques œuvres inspirées du parc et des environs
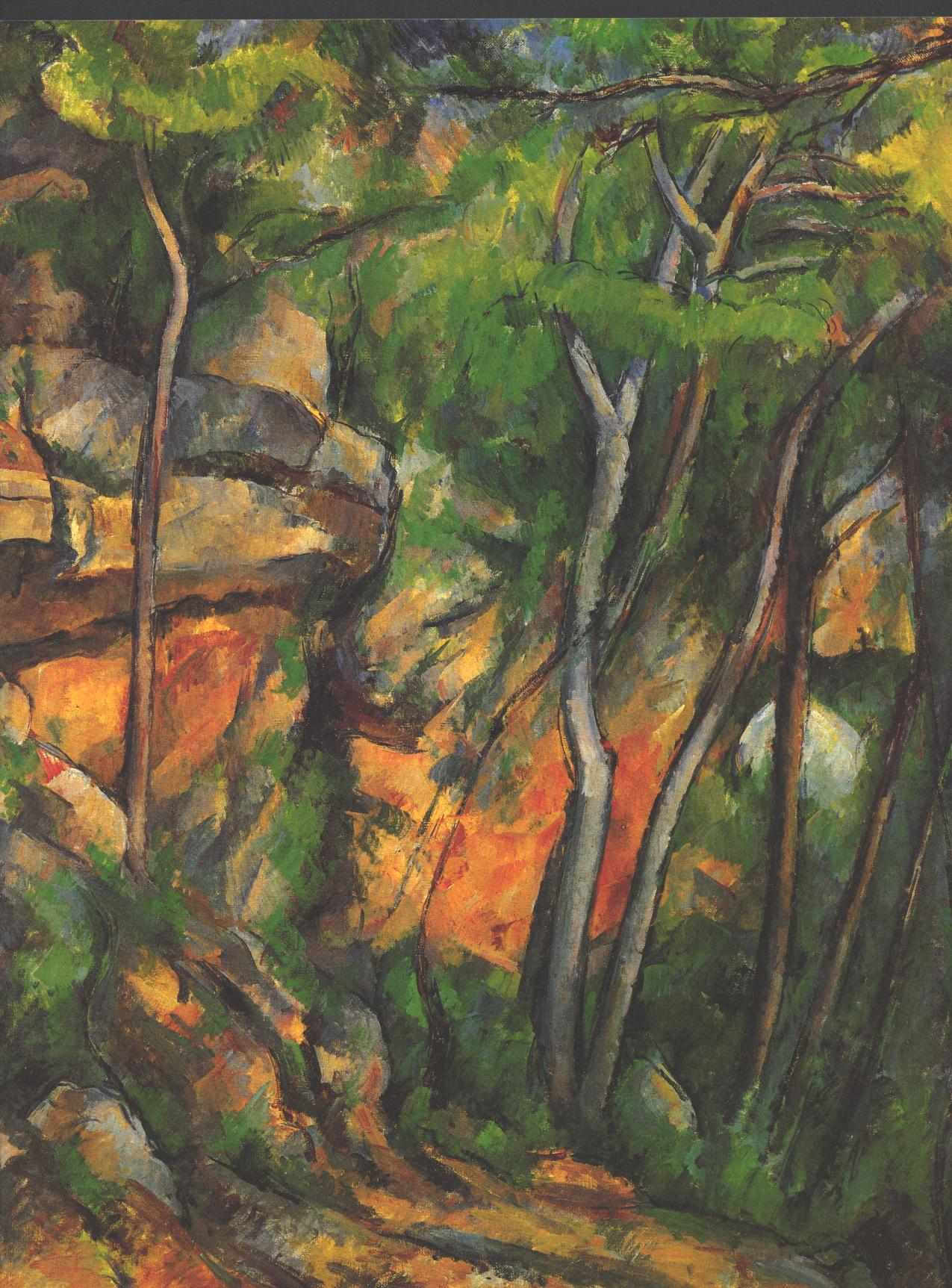
Dans le parc du Château Noir.
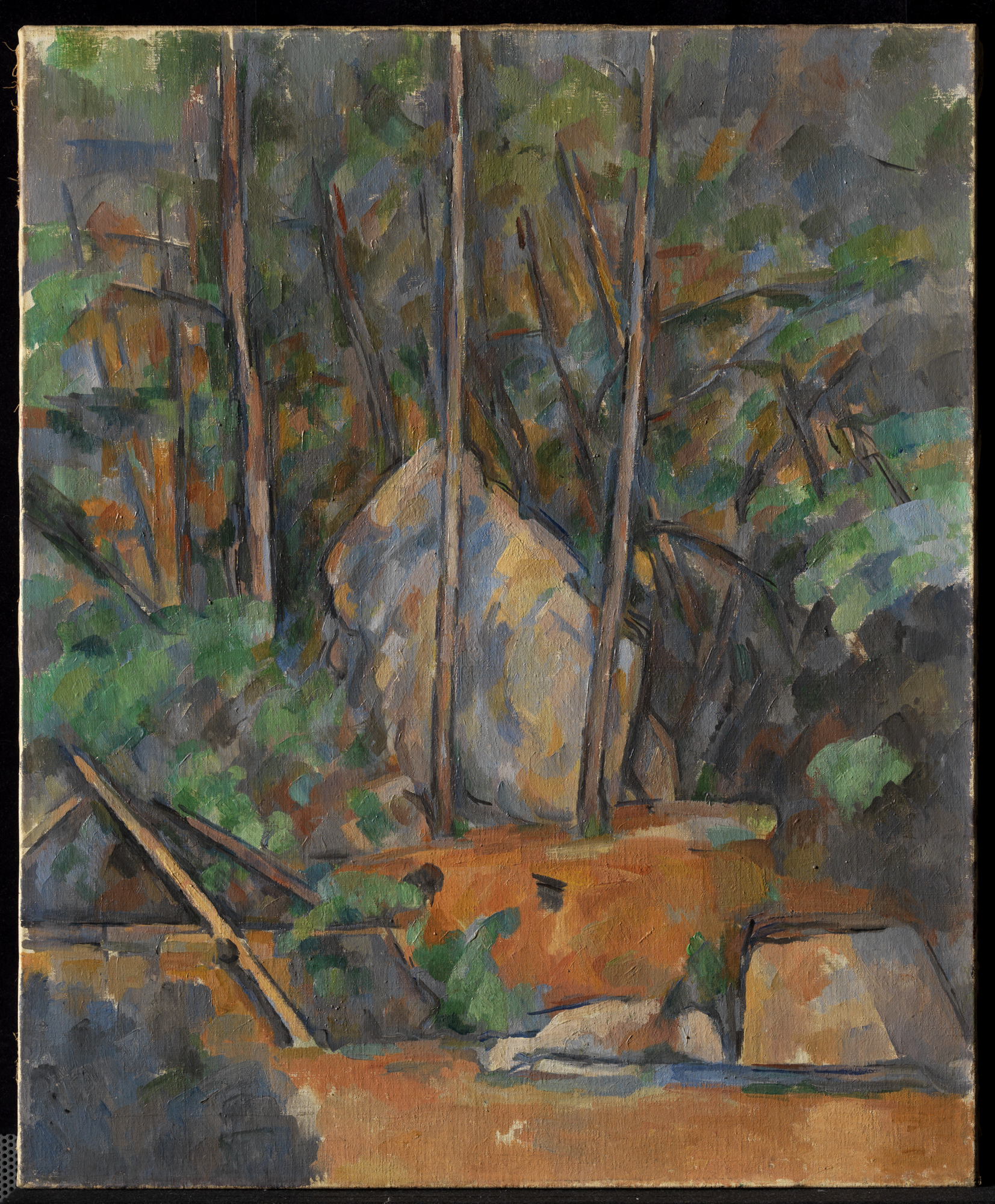
Citerne au parc du Château Noir, Museum of Modern Art de New York.
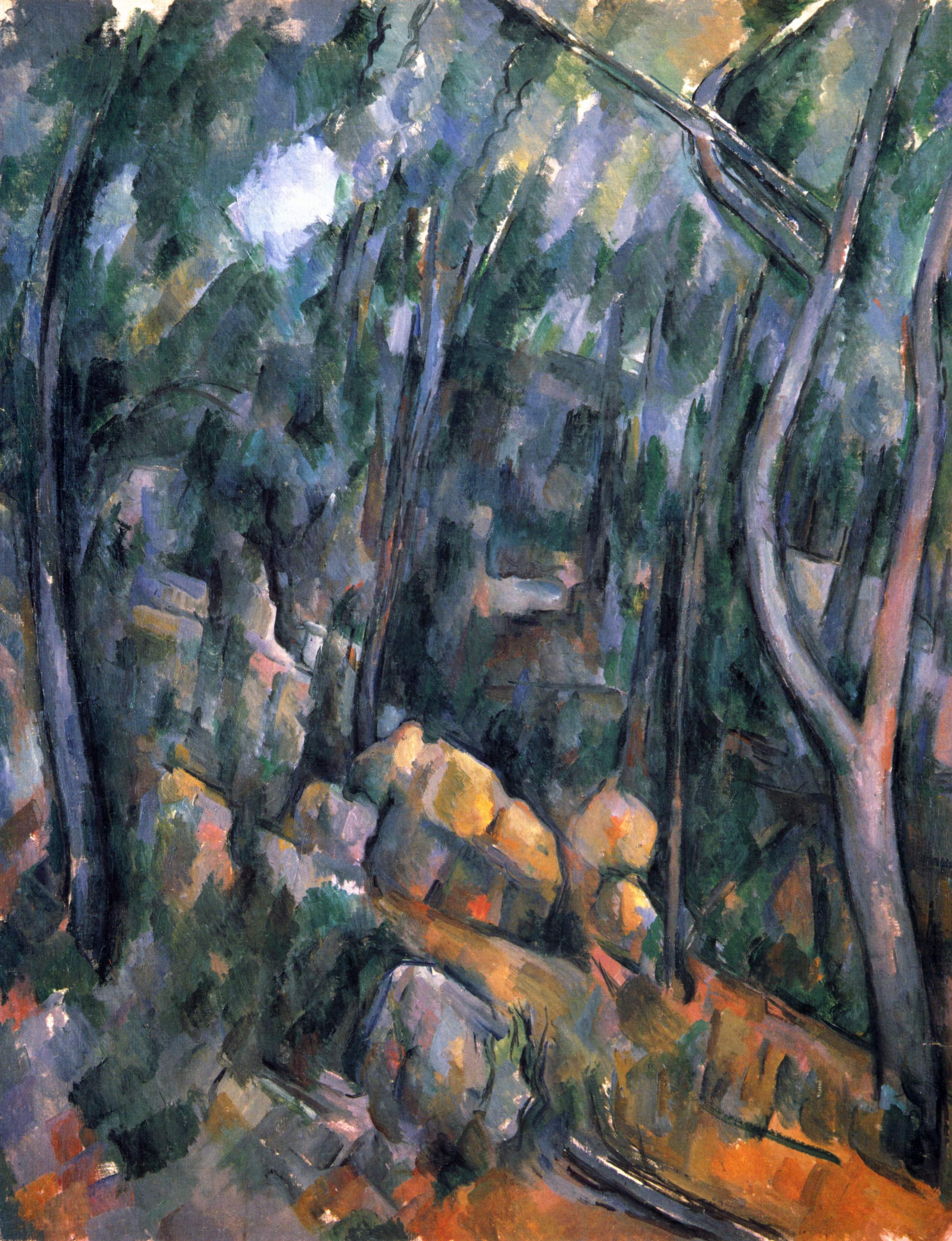
Sous-bois devant les grottes au-dessus du Château Noir, National Gallery de Londres.
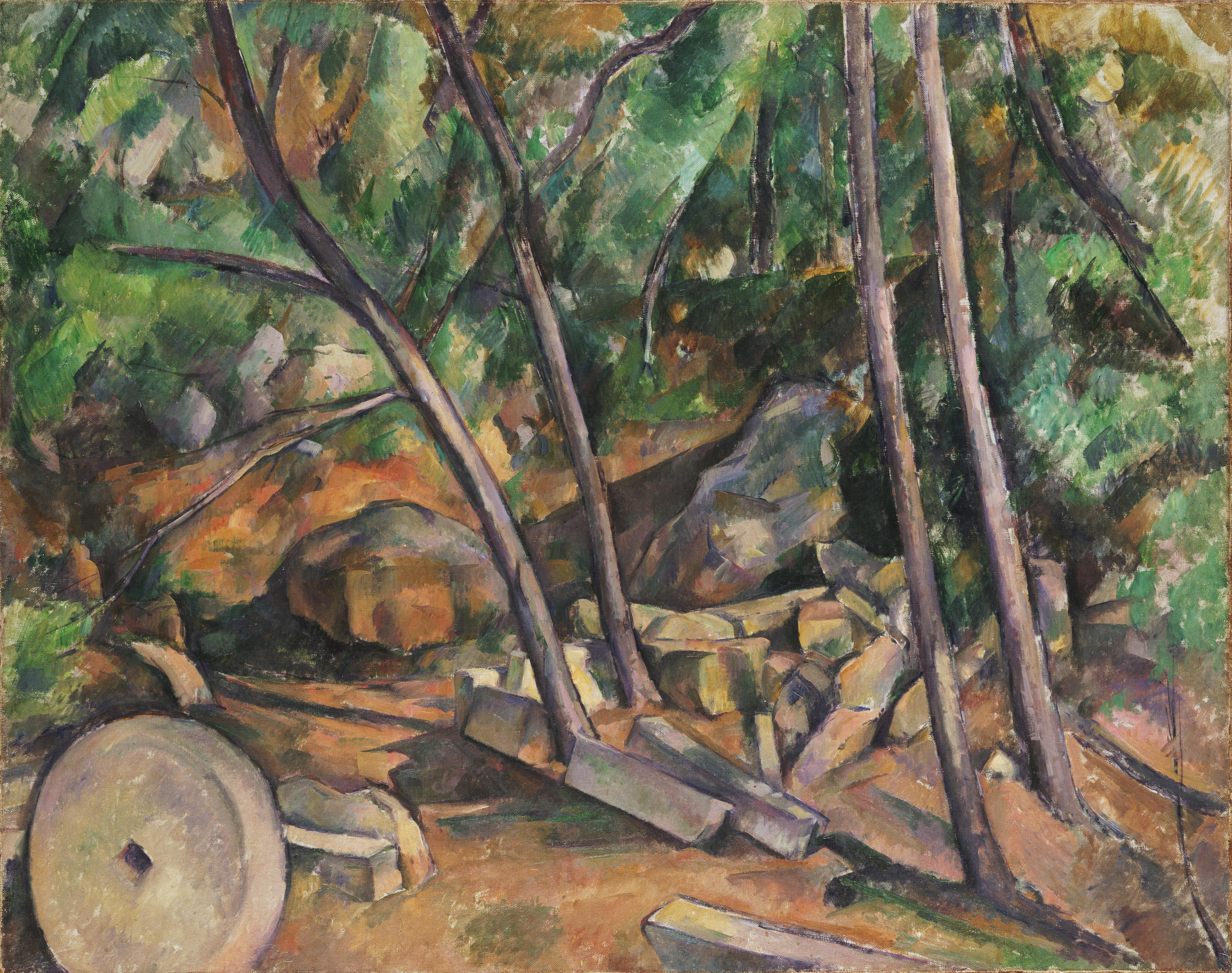
Meule de moulin dans le parc du château noir, Philadelphia Museum of Art de Philadelphie.
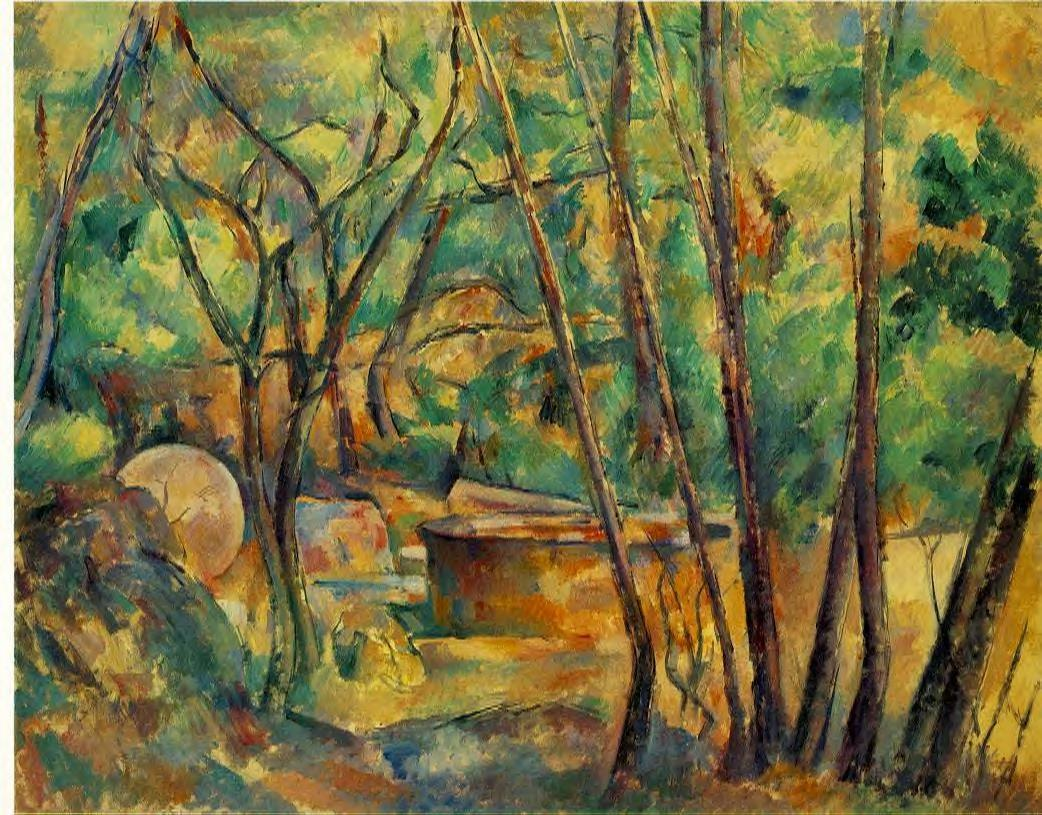
Meule et citerne en sous bois, Fondation Barnes de Philadelphie.
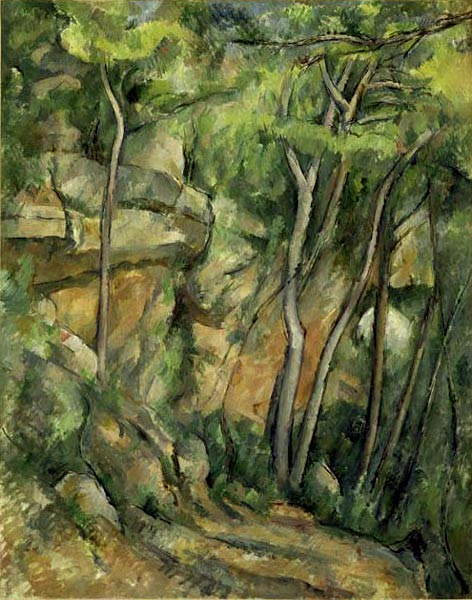
Musée de l'Orangerie de Paris .
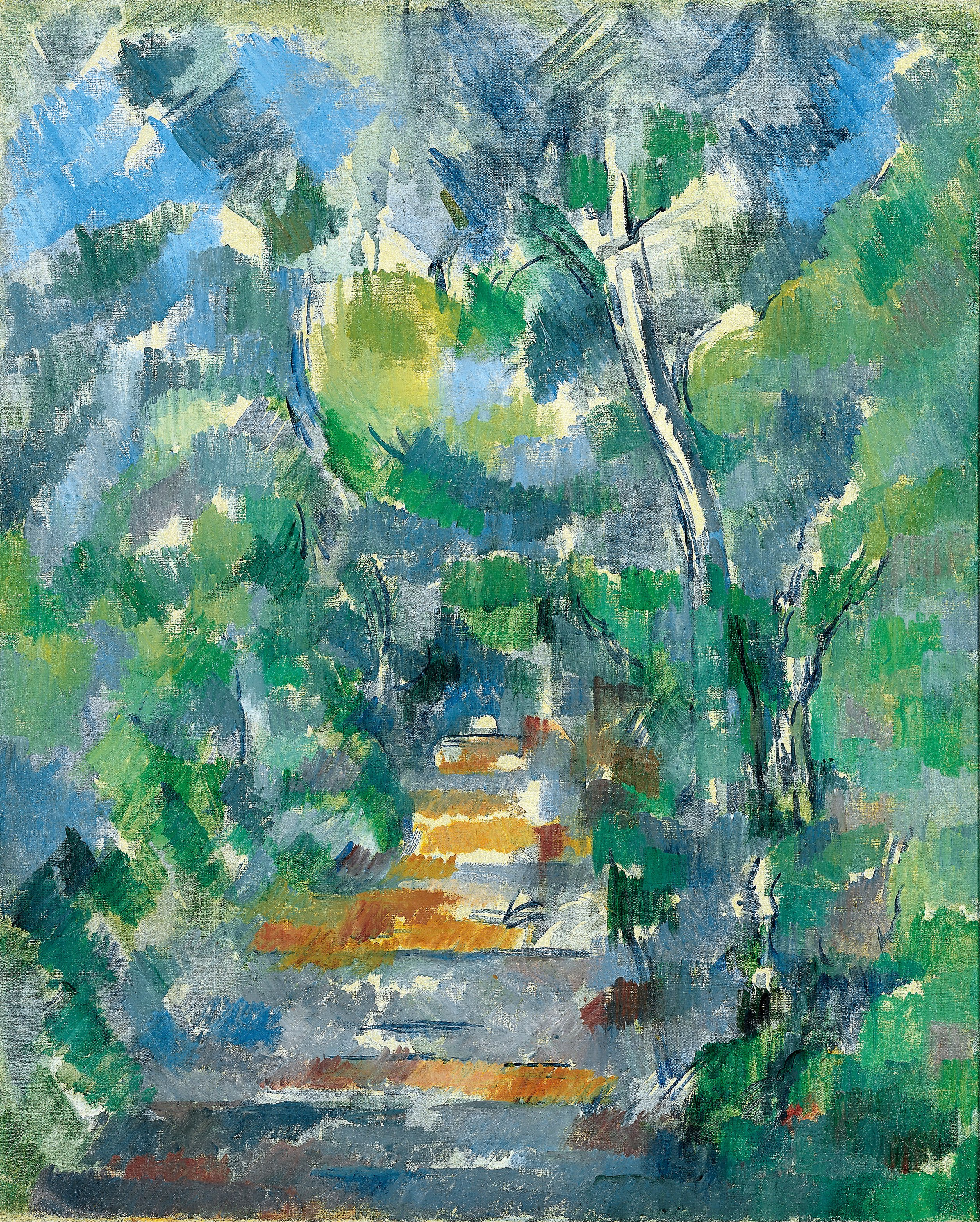
Fondation Beyeler (Suisse) .
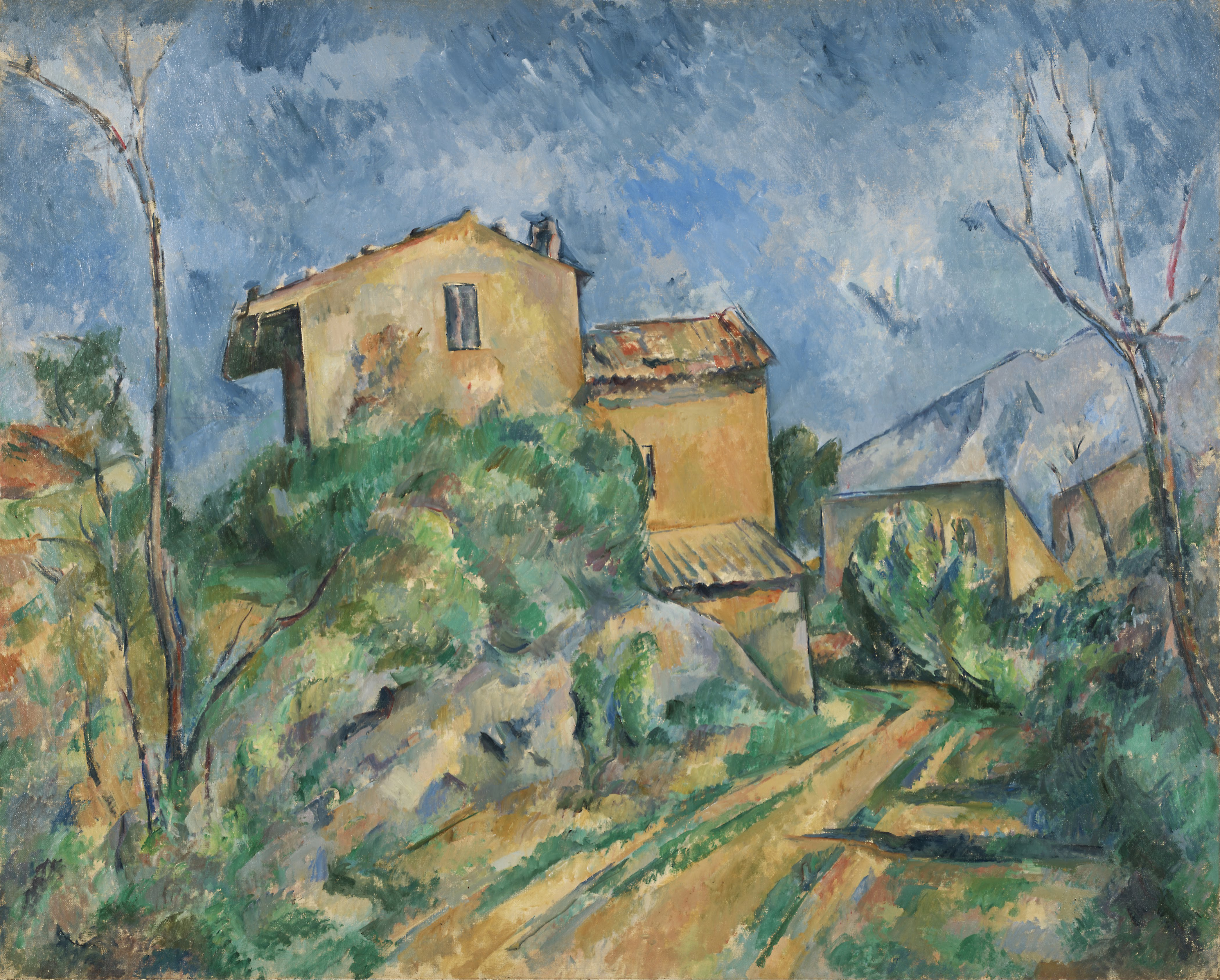
Maison Maria et Château Noir, Musée d'art Kimbell (USA).
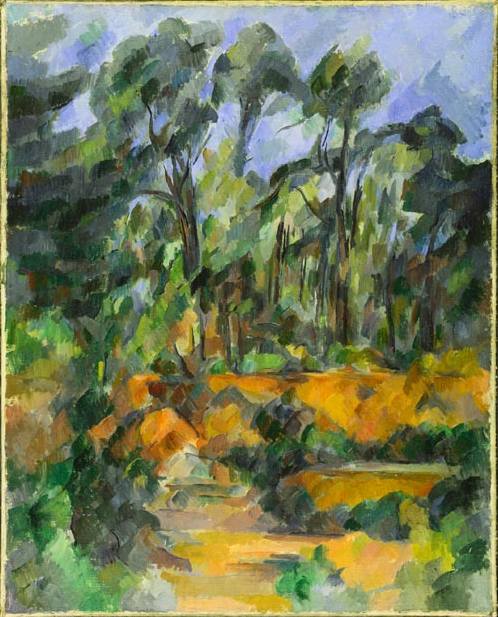
Forêt, Musée des beaux-arts du Canada.

Après avoir hérité et vendu en 1899 sa bastide du Jas de Bouffan familiale, Cézanne tente d'acquérir sans succès ce domaine du château Noir. Toutefois, l'ouvrage Cezanne à Château Noir de William Adams et Thierry Maugenest, en s'appuyant sur le témoignage de Philippe Cezanne, l'arrière-petit-fils du peintre, tend à prouver qu'aucun courrier ni document ne confirme l'idée selon laquelle Cezanne aurait souhaité acquérir Château Noir. Il emménage au 23 rue Boulegon à Aix en Provence, et achète un domaine en 1901 des environs du nord d'Aix, pour y faire construire son atelier des Lauves. En 1943 Pablo Picasso (très influencé par l'œuvre de Paul Cézanne et par son cubisme cézannien, achète le château de Vauvenargues voisin).

## Au cinéma
- 2016 : Cézanne et moi de Danièle Thompson (film sur l'amitié entre Paul Cézanne et Émile Zola, avec Guillaume Gallienne et Guillaume Canet[9]).

## En musique
En 1984 France Gall interprète sa chanson à succès Cézanne peint, écrite et composée par Michel Berger « l’été dans la campagne d’Aix, dans une maison face à la montagne Sainte-Victoire, à côté de l’atelier de Cézanne » pour son album Débranche !.
Dans l'édition
En mai 2025, William Drea Adams et Thierry Maugenest publient aux éditions Hervé Chopin l'ouvrage Cezanne à Château Noir.